# Chanteloup (Mancha)
Chanteloup é uma comuna francesa na região administrativa da Normandia, no departamento da Mancha. Estende-se por uma área de 4,17 km². Em 2010 a comuna tinha 362 habitantes (densidade: 86,8 hab./km²).